# Libjpeg
libjpeg - відкрита бібліотека програм, створена Independent JPEG Group (IJG [Архівовано 15 січня 2013 у Wayback Machine.]). Містить функції для роботи із зображеннями формату JPEG і використовується багатьма вільними проектами.  Написана переважно на мові програмування Сі з використанням асемблера x86 (синтаксис MASM).
Бібліотека містить програми, що працюють з командного рядка
- cjpeg — для конвертації зображення в JPEG
- djpeg — для конвертації зображення з JPEG
- jpegtran — для виконання низки перетворень JPEG-зображень без втрати якості
- rdjpgcom — для обробки JFIF-коментарів
- wrjpgcom — для обробки JFIF-коментарів

Програма jpegtran використовується для оптимізації стиснення JPEG файлу, перетворення між прогресивним і непрогресивними форматами JPEG, вирізування специфічних даних для застосунка, який створив файл, або для виконання деяких трансформацій файлу — наприклад, знебарвлення, обертання (на кути, кратні 90°) і відображення (в деяких межах) — все це виконується по можливості без втрат (тобто без декомпресії та повторного стиснення зображення, яке через переквантування призводить до зниження якості зображення).

## Дивись також
- JPEG
- Компресія зображень